# وحدة موبوج الحضرية
وحدة موبوج الحضرية (الجزء الفرنسي)، هي وحدة حضرية فرنسية تتمحور حول مدينة موبيج الواقعة في إقليم الشمال، وهي جزء من خامس أكبر تجمع حضري في الإقليم، تقع في وادي سامبر وتمتد حتى الحدود مع بلجيكا عبر مدينة جو مون.
تشكل الوحدة الحضرية لموبوج تكتلاً حضريًا يساهم، جنبًا إلى جنب مع التجمعات الحضرية الكبرى في ليل وفالنسيان، في تشكيل مجموعة حضرية تضم أكثر من 3.5 مليون نسمة تُعرف بـ "المنطقة الحضرية لليل".
تُعتبر الوحدة الحضرية لموبوج من فئة التجمعات الحضرية الكبرى في فرنسا، أي تلك التي تضم أكثر من 100,000 نسمة.